# Molgula celebensis
Molgula celebensis är en sjöpungsart som beskrevs av C.S. Millar 1975. Molgula celebensis ingår i släktet Molgula och familjen kulsjöpungar. Inga underarter finns listade i Catalogue of Life.